# 카나리아땃쥐
카나리아땃쥐(Crocidura canariensis)는 땃쥐과에 속하는 포유류의 일종이다. 카나리아 제도의 토착종이다. 자연서식지는 아열대 또는 열대 기후 지역의 건조한 관목지대이다. 서식지 감소로 멸종 위협을 받고 있다.